# هيمافات
هيمافات (بالإنجليزية: Himavat)‏، و(بالسنسكريتية: हिमवत्)‏، هو تجسيد لجبال الهيمالايا في الهندوسية. إنه الإله الحارس لجبال الهيمالايا، وجد ذكره في ملحمة ماهابهاراتا وغيرها من الكتب المقدسة الهندوسية. يُقال أنَّ كريشنا مارس التاباس على قمة الهيمالايا إرضاءً لهيمافات.